# Трезеге, Хорхе
Хорхе Эрнесто Трезеге (исп. Jorge Ernesto Trezeguet; 13 мая 1951, Морон, Аргентина), — аргентинский футболист, защитник. Играл за ряд клубов, такие как: «Чакарита Хуниорс», «Руан» и другие, ныне скаут итальянского клуба «Ювентус». Отец известного нападающего Давида Трезеге. 

## Биография
Хорхе родился в городе Морон, и был воспитанником, а затем игроком основного состава клуба «Чакарита Хуниорс».
В 1974 году он был одним из первых[уточнить] игроков, дисквалифицированных за допинг. Играя за «Эстудиантес» Буэнос-Айрес, он был уличен в приеме допинга вместе с двумя одноклубниками. Впоследствии он был реабилитирован, но данный инцидент негативно отразился на игровой карьере Хорхе.